# Siège de Puebla (1863)
Pour les articles homonymes, voir Siège de Puebla (homonymie).
Expédition du Mexique
Batailles
- Fortín
- Las Cumbres
- 1er Puebla
- Barranca Seca
- Cerro del Borrego
- Tampico
- 2e Puebla
- Atlixco
- San Pablo del Monte
- San Lorenzo
- Totoapan
- Morelia
- Campeche
- Veranos
- Tacámbaro
- La Loma
- Parral
- Chihuahua
- Álamos
- Ixmiquilpan
- Bagdad
- Camargo
- Miahuatlán
- Carbonera
- Guayabo
- Villa de Álvarez
- San Jacinto
- Querétaro

Le siège de Puebla a lieu de mars à mai 1863, pendant l'expédition du Mexique. Il oppose l'armée française aux forces républicaines mexicaines et se conclut par une victoire française et la livraison de la ville par les Mexicains le 17 mai 1863.

## Déroulement

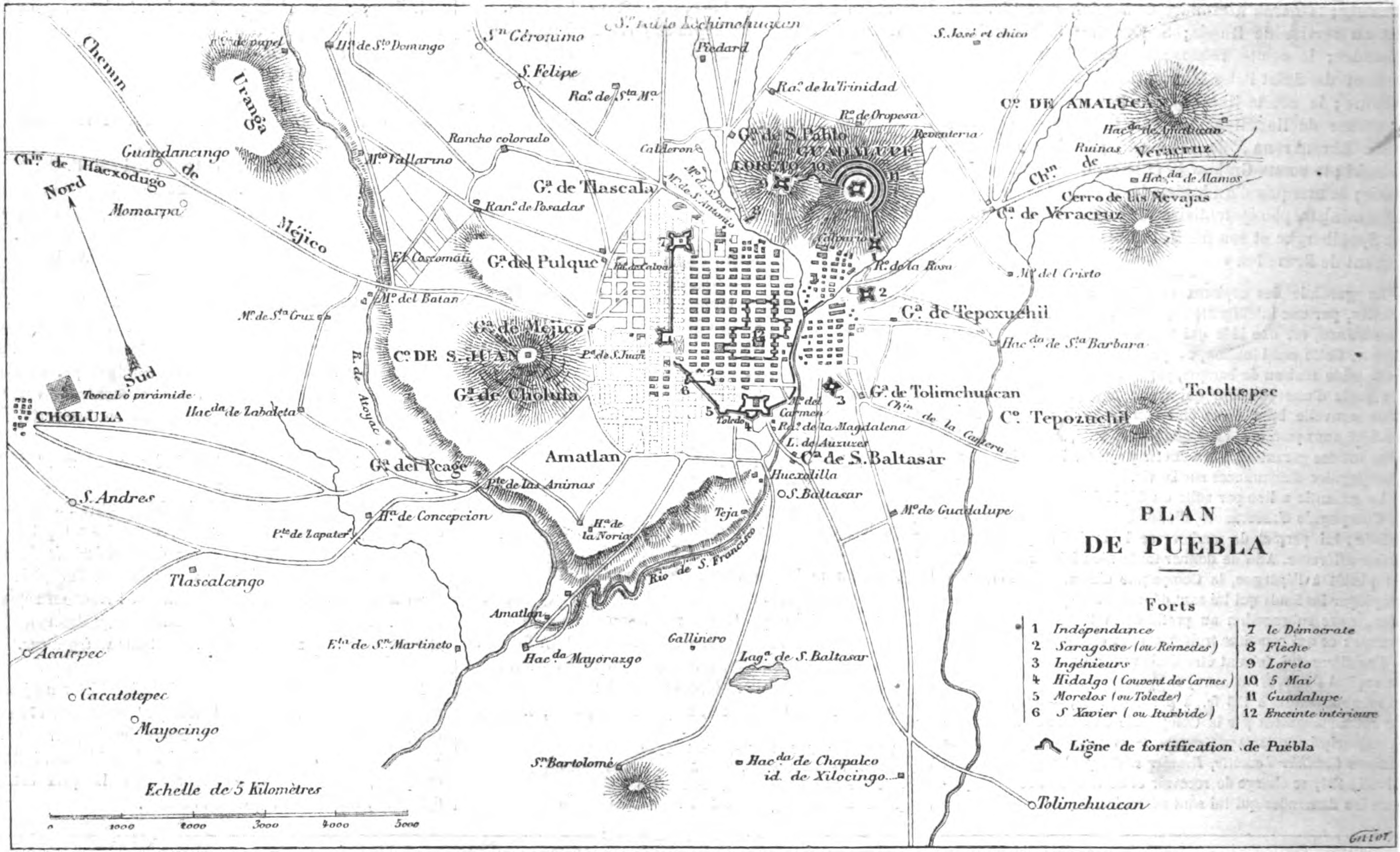
Plan de la ville de Puebla et de ses travaux de défense.

Le 24 octobre 1862, le général de Lorencez est remplacé par le général Forey, débarqué le 21 septembre à Veracruz. L'hiver est occupé à préparer la reprise de la campagne au printemps. Il dispose alors de 26 300 hommes et 56 pièces d'artillerie, ainsi que de 2 300 auxiliaires et 2 000 soldats mexicains commandés par le général conservateur Márquez.
À Puebla, la défense est dirigée par le général Ortega avec 22 000 hommes. Les fortifications se sont enrichies du rancho de Toledo et des forts Santa Anita, San Xavier, Carmen, Los Ingenios, Zaragoza et Independencía. L'état de siège est déclaré le 10 mars.
Le siège débute le 16 mars par une manœuvre d'encerclement menée par les généraux Douay et Bazaine. Le 18, l'encerclement est effectif et le 22 une tentative de secours des Mexicains sur Cholula est repoussée.
Le 29 mars, le premier assaut est lancé sur le fort San Xavier. Face à la sérieuse résistance des Mexicains, il faut 20 heures aux Français pour sortir victorieux d'une mêlée particulièrement confuse. Le 31 mars, les Français s'emparent du couvent de Guadalupita,.
À partir de ce moment-là, la résistance mexicaine devient plus opiniâtre, avec des barricades dans chaque quartier. Désormais les Français doivent se battre maison par maison et repousser toute contre-offensive extérieure des Mexicains.
Le 25 avril, après un échec pour prendre le couvent Santa Inès, la décision est prise de se maintenir sur ses positions et d'attendre un renfort d'artillerie pour réduire la ville par un bombardement. C'est à cette période qu'a lieu la bataille de Camerone impliquant des légionnaires escortant le matériel de siège.
À partir du 5 mai, le général Ignacio Comonfort tente de briser le siège, mais échoue aussi bien à San Pablo del Monte qu'à San Lorenzo. Une grande tentative le 8 mai, avec 7 000 hommes est victorieusement repoussée par Bazaine.
Le 16 mai, les assiégés demandent l'armistice. Le 17, les Mexicains débandent leur troupe et la ville est occupée le 19.
La route de Mexico est désormais ouverte.